# Dolní Tošanovice
Dolní Tošanovice là một làng thuộc huyện Frýdek-Místek, vùng Moravskoslezský, Cộng hòa Séc.